# 門川インターチェンジ
門川インターチェンジ（かどがわインターチェンジ）は、宮崎県東臼杵郡門川町大字加草にある延岡南道路（東九州自動車道に並行する一般国道10号の自動車専用道路）および東九州自動車道のインターチェンジである。

## 概要
延岡市街・高千穂・大分方面に対するハーフインターチェンジとして供用開始されているため、門川ICから宮崎方面への乗入は出来ない（その逆も同様）。宮崎方面へ乗り入れる場合には、当ICより約1.3 km南側にある門川南SIC（ETC車両専用）を利用する。2010年（平成22年）12月4日に門川IC - 日向IC間が開通した。
延岡道路や北川IC以北の東九州自動車道が無料区間になる予定だったため2010年（平成22年）1月21日をもって延岡南道路料金所（本線料金所）を廃止し、やや南側の門川ICオンランプ・オフランプ部分に移設し、同時にETCレーンの供用を開始した。
2010年（平成22年）6月28日から2011年（平成23年）6月19日までの期間、高速道路無料化社会実験が日向IC - 延岡南IC間で行われていたため、延岡・大分方面に向かう場合、ここから先は無料であった。しかし2011年（平成23年）6月20日より無料化社会実験は終了したため、延岡南ICまでは再び有料となった。
宮崎県警察高速道路交通警察隊の門川分駐隊が設けられている。かつては西日本高速道路九州支社延岡高速道路事務所も設置されていたが、2014年（平成26年）9月30日をもって閉所となった。

## 歴史
- 1990年（平成2年）2月21日：延岡南道路・延岡南IC - 門川IC間開通に伴い、供用開始[4]。
- 2008年（平成20年）1月25日：東九州自動車道新設工事（門川IC - 都農IC間）およびこれに伴う市道付替工事について国土交通大臣より土地収用法に基づく事業認定が公示される[5]。
- 2009年（平成21年）1月21日：延岡南道路料金所がやや南側に移動し、同時にETCレーン用の料金所が供用開始。
- 2010年（平成22年）12月4日：東九州自動車道・門川IC - 日向IC間開通[4][6]。
- 2014年（平成26年）
  - 3月7日：高速道路交通警察隊門川分駐隊が新設される[7]。
  - 9月30日：併設されていたNEXCO西日本 延岡高速道路事務所が閉所[3]。

## 周辺
- 宮崎県警察
  - 高速道路交通警察隊 門川分駐隊
- 門川町北部地区
  - サテライト門川
  - 門川海浜総合公園
  - かどがわ温泉 心の杜
  - 宮崎日向ゴルフコース
- 延岡市土々呂地区
  - 延岡市役所 伊形支所
  - 土々呂駅（JR九州・日豊本線）

## 接続する道路
- 直接接続
  - 国道10号
  - 宮崎県道226号土々呂日向線

## 料金所
- ブース数：4

### 入口
- ブース数：2　
  - ETC専用：1　　
  - 一般：1

### 出口
- ブース数：2
  - ETC専用：1　　
  - 一般：1

## 隣
E10 東九州自動車道（ 延岡南道路区間を含む）
(23) 延岡南IC - 門川TB - (24) 門川IC - 門川BS - (24-1) 門川南SIC - (25) 日向IC